# Cmentarz ewangelicko-augsburski w Goreniu Dużym
Cmentarz ewangelicko-augsburski w Goreniu Dużym – cmentarz protestancki z przełomu XIX i XX wieku, położony w Goreniu Dużym (gmina Baruchowo) na Kujawach. Obecnie zachowało się siedem zdekompletowanych nagrobków i dwanaście mogił ziemnych. W 2009 roku Fundacja Ari Ari wykonała na cmentarzu prace porządkowo-konserwatorskie.